# Jari Leppä
Pour les articles homonymes, voir Leppä.
Jari Juhani Leppä, né le 24 juin 1959 à Pertunmaa, est un agriculteur et un homme politique finlandais, membre du Parti du centre. Il est ministre de l'Agriculture et des Forêts de 2017 à 2022.

## Biographie
Jari Leppä est un exploitant agricole depuis 1979. Il est élu au conseil municipal de Pertunmaa en 1992 et en assure la présidence depuis 1997.
Il est élu député, de la circonscription du Sud-Est de la Finlande, pour la première fois lors des législatives de 1999 et toujours réélu depuis. Le 5 mai 2017, il est nommé ministre de l'Agriculture et des Forêts dans le gouvernement de Juha Sipilä. Il est reconduit dans ses fonctions le 6 juin 2019 dans le gouvernement d'Antti Rinne et garde son poste dans le gouvernement Marin. 